# Димосос
Димосо́с, димосмок — різновид тяго-нагнітальної машини, спеціальний пристрій видалення диму (зазвичай, відцентрового типу), що служить для видалення димових газів — продуктів згоряння палива. Призначений для використання у теплоенергетиці (встановлюється після котла) та для видалення продуктів горіння (диму) із приміщень під час пожеж, зниження температури під час гасіння пожежі в будинках шляхом видалення продуктів горіння і подавання свіжого повітря. Також димососи можуть використовуватись для створення високократної піни. Пожежні димосмоки є засобами групового способу захисту органів дихання.

## Протипожежнепризначення

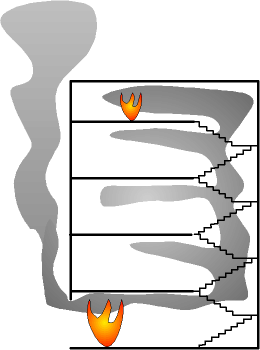
Поширення вогню димом

Під час гасіння пожеж, завданням пожежних підрозділів є не тільки ліквідація горіння. Одним з важливих завдань, є захист людей і матеріальних цінностей від високо 
нагрітих продуктів горіння (100°C дим), які швидко розповсюджуються приміщеннями та поверхами. Так, швидкість розповсюдження диму сходовою клітиною багатоповерхових будинків сягає до 20 м/хв. Через 3-5 хв. самостійна евакуація людей по сходовій клітині стає неможливою. Людина втрачає орієнтацію, дістає отруєння токсичними продуктами горіння, опіки шкіри і дихальних шляхів. Для запобігання розповсюдження продуктів горіння приміщеннями і поверхами, використовують декілька способів димовидалення:
- димовидалення шляхом створення конвективних потоків повітря (відкривання вікон, дверей, технологічних отворів тощо);
- осадження диму розпиленою водою;
- вилучення диму із приміщень піною;
- усунення диму димосмоками;
- димовидалення шляхом нагнітання свіжого повітря;
- димовидалення поєднаними способами.

Правильне і своєчасне використання димососів дозволяє: знизити щільність диму і концентрацію продуктів горіння до величини, яка дозволяє працювати у приміщеннях без ізолювальних апаратів, понизити температуру в приміщеннях, змінити напрямок руху продуктів горіння у заданому напрямку, збільшити видимість.

## Використання
За допомогою димосмоків при гасінні пожеж в будинках, керують газовими потоками. Практика показує, що на нагнітання, димосмок слід використовувати якщо припливні і витяжні отвори знаходяться майже на одному рівні, а приміщення, де відбувається пожежа, має невелику висоту і температура диму в ньому значна.
Використання димососа на витяг, краще здійснювати шляхом його встановлення у витяжний отвір з накладанням брезентової перемички, яка входить в комплект димозахисного озброєння. Вона призначена для попередження проникнення диму з приміщень, де сталася пожежа у сусідні, а також використовується для забезпечення місць встановлення димососів (ущільнення) і направлення потоків повітря або піни при роботі ПГУ. Поєднаний спосіб використання димососів: на видалення диму і нагнітання свіжого повітря, або подавання піни. Для подавання високократної піни, використовується 6 — 12 % розчин піноутворювача під тиском 2—3 кг•с/см²  перед ПГУ-120.

## Класифікація
Пожежні димососи, що стоять на озброєнні пожежної охорони поділяються за наступними ознаками.
За призначенням:
- переносні (ДПЕ-7, ДПМ-7, ДПГ-10, ДП-100);
- причіпні (ДП-30);
- автомобілі димовидалення (АД-90(66)183).

За приводом димососа:
- механічні («Дружба-4», «Урал-5» — ДПМ-7; ГАЗ-24-01 — ДП-30; ГАЗ-66 ДП-90);
- електричні (ДПЕ-7);
- гідравлічні (ДПГ-10).

За принципом дії:
- вентиляторні (осьові і відцентрові);
- ежекторні.

## Осьові пожежні димосмоки
До осьових пожежних димососів належать:
1. ДП-7 (з механічним приводом ДПМ-7 або з електричним приводом ДПЕ-7);
2. ДПГ-10 (з приводом від гідротурбіни);
3. ДП-10.

Вони є димососами переносними пожежними. Призначені для провітрювання задимлених приміщень, зниження температури під час гасіння пожеж в будівлях шляхом нагнітання свіжого повітря та відкачування продуктів горіння, а також для отримання і транспортування ПМП високої кратності.
Комплектація пожежних димососів.
|    | Елемент                                                        | ДПЕ-7 | ДПМ-7 | ДП-10 |
| -- | -------------------------------------------------------------- | ----- | ----- | ----- |
| 1. | Димосос                                                        | •     | •     | •     |
| 2. | Всмоктувальний рукав                                           | •     | •     | •     |
| 3. | Напірний рукав                                                 | •     | •     | •     |
| 4. | Перкалевий рукав з ПГУ-120                                     | •     | •     | •     |
| 5. | Піногенеруюча установка                                        | •     | •     | •     |
| 6. | Перемичка з 3-ма штангами                                      | •     |       | •     |
| 7. | Електропривід (котушка з кабелем, пристрій для відключення)    | •     |       |       |
| 8. | Мотопривід («Урал-5», «Дружба-4», бензомоторні пили від УКМ-4) |       | •     |       |

Будова пожежних димососів.
|     | Елемент                                              | ДПЕ-7 | ДПМ-7 | ДП-10 |
| --- | ---------------------------------------------------- | ----- | ----- | ----- |
| 1.  | Корпус                                               | •     | •     | •     |
| 2.  | Робоче колесо (вентилятор)                           | •     | •     | •     |
| 3.  | Вал приводу                                          | •     | •     | •     |
| 4.  | Редуктор (одноступеневий конічний, зубчата передача) | •     | •     |       |
| 5.  | Захисні ґрати                                        | •     | •     | •     |
| 6.  | Обтікачі (задній, передній)                          | •     | •     | •     |
| 7.  | Ручки для переносу і установки                       | 3     | 3     | 4     |
| 8.  | Турбіна                                              |       |       | •     |
| 9.  | Вхідний і вихідний патрубки (d=51мм)                 |       |       | •     |
| 10. | Зливний кран                                         |       |       | •     |

У разі, якщо ДП-7 комплектується електродвигуном, то до нього надається котушка з кабелем і пульт керування, трійник. В ДП-10 робоче колесо кріпиться на валу гідротурбіни, яка має 2 патрубки – вхідний і вихідний. В корпусі гідротурбіни розміщені:
- 2 підшипники (кулькові, радіальні, однорядні),
- вал (на одному кінці – робоче колесо турбіни, на другому – роб. колесо ДП),
- 2-і манжети,
- стопорне кільце,
- регулювальна шайба,
- шпонка,
- гайка,
- стопорна шайба,
- кришка.

### Безпека праці при роботі з ДП
- дозволяється пускати в роботу ДП-10 тим особам, які знають його будову і правила користування ним;
- з ДПЕ-7 можуть працювати особи, які мають дозвіл на роботу з електрообладнанням;
- з ДПМ-7 можуть працювати особи, які мають дозвіл на роботу з УКМ-4;
- забороняється запускати ДП-7(10) при знятих чи пошкоджених захисних ґратах;
- після роботи  ДП-7(10) треба переносити за руків'я, які мають термозахист, щоби не обпекти руки;
- плавно підвищувати тиск на вході в турбіну (ДП-10), натискати на газ (ДПМ-7), щоби запобігти різкому пересуванню димосмоків під час їх запуску в роботу.

## Відцентрові пожежні димосмоки
Димососи встановлюються на базі причіпних мотопомп типу МП–1600. В СДПЧ міста Львова на базі МП–1600 встановлені відцентрові вентилятори продуктивністю 25000 м³/год; 30000 м³/год. Позначаються вони відповідно ДП-25; ДП-30. До комплекту димососів входять всмоктувальні та напірні рукава; ПГУ-240; брезентова перемичка; три штанги. На мотопомпах для  приводу в дію димососів встановлені двигуни внутрішнього згорання, якими комплектуються автомобілі ГАЗ-24 «Волга».
Загальна будова відцентрового пожежного димосмоку:
1. Корпус (у вигляді кожуха).
2. Робоче колесо (відцентрове з лопатками).
3. Вал.
4. Всмоктувальна порожнина.
5. Напірна порожнина.

## Димосмоки котельних установок
Димососами комплектуються парові та водогрійні котли. Як димосмоки, застосовуються іноді окремі типи вентиляторів. Температура навколишнього середовища до 400 °C. Димарі розраховані на безперервний режим роботи з великим ресурсом. Можуть встановлюватись у приміщенні або на вулиці.
Виготовляються димосмоки правого та лівого обертання.
Димососи за будовою бувають двох виконань:
- Робоче колесо посаджено на вал двигуна. Агрегат виходить меншим за габаритами.

- Робоче колесо посаджено на вал ходової частини приводу. Агрегат виходить надійним, довговічним, але потребує більшої потужності приводу.

Головними характеристиками димососа є продуктивність та напір (тиск).
Регулюється продуктивність та тиск димосмока, осьовим напрямним апаратом або всмоктувальною кишенею з шибером. Всмоктувальна кишеня рівніше підводить гази до лопаток робочого колеса і не допускає завихрювання потоку, отже, підвищується ККД димосмока.
Корпус димососа (равлика) може повертатися у разі встановлення на кути 0…270°.